# 小石鸻
，是鸻形目石鸻科的一种鸟类。

## 特征
小石鸻体重约326克，翼长约20.72厘米，喙宽度约7.8毫米，喙厚度约9.7毫米，嘴峰长约45.8毫米，跗蹠长约73.6毫米，尾长约10.32厘米。
小石鸻是留鸟，栖息在撒哈拉以南非洲地区的湖泊、沼泽等湿地环境，它们是食肉动物，主要以昆虫、蜘蛛等陆生无脊椎动物为食。